# Tmarus staintoni
Tmarus staintoni là một loài nhện trong họ Thomisidae.
Loài này thuộc chi Tmarus. Tmarus staintoni được Octavius Pickard-Cambridge miêu tả năm 1873.